# プルートのかわいい弟
『プルートのかわいい弟』（プルートのかわいいおとうと、『原題：Pluto's Kid Brother』）は、ウォルト・ディズニー・プロダクション（現：ウォルト・ディズニー・カンパニー）が製作した1946年4月12日公開のアニメーション短編映画作品。プルートの短編映画シリーズの一作品である。

## あらすじ
ある日のこと、プルートが昼寝をしていると自分の弟である白い犬(キッド・ブラザー)が鶏に追いかけられていた。その際にプルートは鶏と衝突してしまい、その鶏が頭に乗っかって奇抜な髪型のような外見となってしまった。そして、プルートは自分の弟を襲った鶏を追っ払った。その後キッド・ブラザーは自分の住処を飛び出し、ゴミ箱の中に入っていた野良ネコと遭遇した。野良ネコはキッド・ブラザーを追いかけまわしたが、結局プルートと衝突して、自分が鬘みたいになってしまう。プルートは野良ネコとにらみ合うも、不意打ちを食らい木箱の中に隠れる。立て続けに野良ネコは、木箱の中に入ったプルートを自毛で摩擦した静電気でプルートをビックリさせてしまう。
野良ネコは去って行ったが、いきなりブルドッグのブッチが垣根の中から現れて野良ネコは逃げ出した。キッド・ブラザーはブッチの後を追い、肉屋へ向かった。どうやらキッド・ブラザーを友達扱いしたいと企んでいたのだ。ブッチは小窓からソーセージを取り出したが、なんとそのソーセージにはキッド・ブラザーが持ち帰ろうとして口にくわえてたのであった。ブッチはソーセージを返せとキッド・ブラザーに説教していたが、そこへキッド･ブラザーを捜しにプルートがやってきた。プルートは自分の弟を返してほしいとブッチとにらみ合った末にブッチの鼻息にふっ飛ばされドアに衝突、その拍子に盗難ベルが鳴り出してしまう。ブッチはそのままソーセージをくわえて逃げ出し、プルートとキッド・ブラザーもその場から逃げ出そうとしたが、三匹は野犬収容車に追われる羽目に。一番遅かったプルートとキッド・ブラザーは野犬収容車に捕まりそうになるが、野犬収容車は二匹を通り過ぎ、ソーセージを盗んだブッチを捕まえてしまう。
事態は収束し、キッド・ブラザーはブッチが落としたソーセージを持ち帰ろうとしたが、プルートに怒られその場を後にする。その後プルートは、周囲の目を盗んで先ほどのソーセージを持ち帰ろうとするも、反対側から誰かが引っ張ってるかのごとく重たく、その途端プルートの下へ何かが衝突する。それは同じくソーセージを持ち帰ろうとしたキッド・ブラザーだった。お互い同じことをしようとしたことに気づいた二匹はその場で顔を紅潮させるのであった。

## スタッフ
- 製作：ウォルト・ディズニー
- 監督：チャールズ・A・ニコルズ
- 脚本：ハリー・リーブス、ジェシー・マーシュ
- 音楽：オリバー・ウォレス

## 日本での公開

### 収録
- 『夢と魔法の宝石箱 なかよしプルート』（VHS、DHVジャパン）